# Giornata mondiale dei profughi (World Refugee Day)
La Giornata mondiale dei profughi - World Refugee Day, indetta dalle Nazioni Unite, viene celebrata il 20 giugno per commemorare l'approvazione nel 1951 della Convenzione relativa allo statuto dei rifugiati (Convention Relating to the Status of Refugees) da parte dell'Assemblea generale delle Nazioni Unite.
Venne celebrata per la prima volta il 20 giugno 2001, nel cinquantesimo anniversario della suddetta Convenzione.
Ogni anno l'Alto commissariato delle Nazioni Unite per i rifugiati (UNHCR) seleziona un tema comune per coordinare gli eventi celebrativi in tutto il mondo.
Nel 1914 venne istituita la Giornata mondiale del Migrante e del Rifugiato dalla Chiesa cattolica, che, dal 2019, si celebra ogni anno nell'ultima domenica di settembre.